# Jagielnica (województwo dolnośląskie)
Jagielnica (niem. Altjägel) – wieś w Polsce położona w województwie dolnośląskim, w powiecie strzelińskim, w gminie Przeworno.

## Podział administracyjny
W latach 1975–1998 miejscowość administracyjnie należała do województwa wałbrzyskiego.

## Nazwa
W księdze łacińskiej Liber fundationis episcopatus Vratislaviensis (pol. Księga uposażeń biskupstwa wrocławskiego) spisanej za czasów biskupa Henryka z Wierzbna w latach 1295–1305 miejscowość wymieniona jest w staropolskiej formie Jagelno. Nazwę miejscowości w formie Iagilna wielokrotnie notuje wraz z sąsiednimi wsiami spisana po łacinie w latach 1269–1273 Księga henrykowska we fragmencie "Polonos Iagilna".
Niemiecki leksykon geograficzny Neumana wydany w 1905 roku notuje nazwę miejscowości jako Polnisch Jägel. 17 stycznia 1922 r. usunięto z nazwy pierwszy człon Polnisch zmieniając go na Alt (pol. stary) i wprowadzono nową niemiecką nazwę - Altjägel. 12 lutego 1948 r. ustalono urzędową polską nazwę miejscowości – Jagielnica, określając drugi przypadek jako Jagielnicy, a przymiotnik – jagielnicki.

## Zabytki
Do wojewódzkiego rejestru zabytków wpisany jest:
- zespół pałacowy, majątek ziemski:
  - pałac, z początku XX w.
  - park, z pierwszej ćwierci XIX wieku, XIX/XX w.

inne obiekty:
- zabudowania gospodarcze, częściowo przekształcone w domy mieszkalne
- dwa stawy